# Rakovnický potok
Rakovnický potok este un pârâu din Cehia, un afluent de stânga al râului Berounka. Pârul curge prin regiunea Boemia Centrală și are o lungime totală de 48,5 kilometri (30,1 mi). Bazinul său hidrografic are o suprafață de 367,9 kilometri pătrați (142,0 mi2).

## Etimologie
Numele său are sensul de „pârâul Rakovník”. Conform unei legende, numele orașului ar fi derivat din cuvântul rak (cu sensul de „rac”), care s-ar fi consumat aici în timpul unei perioade de foamete. Astfel, acest crustaceu a fost adoptat pe stema și steagul orașului. Cu toate acestea, numele său a fost cel mai probabil derivat de la tipul de vegetație din zona umedă de lângă un pârâu, care a dat numele pârâului și mai târziu al orașului.

## Geografie

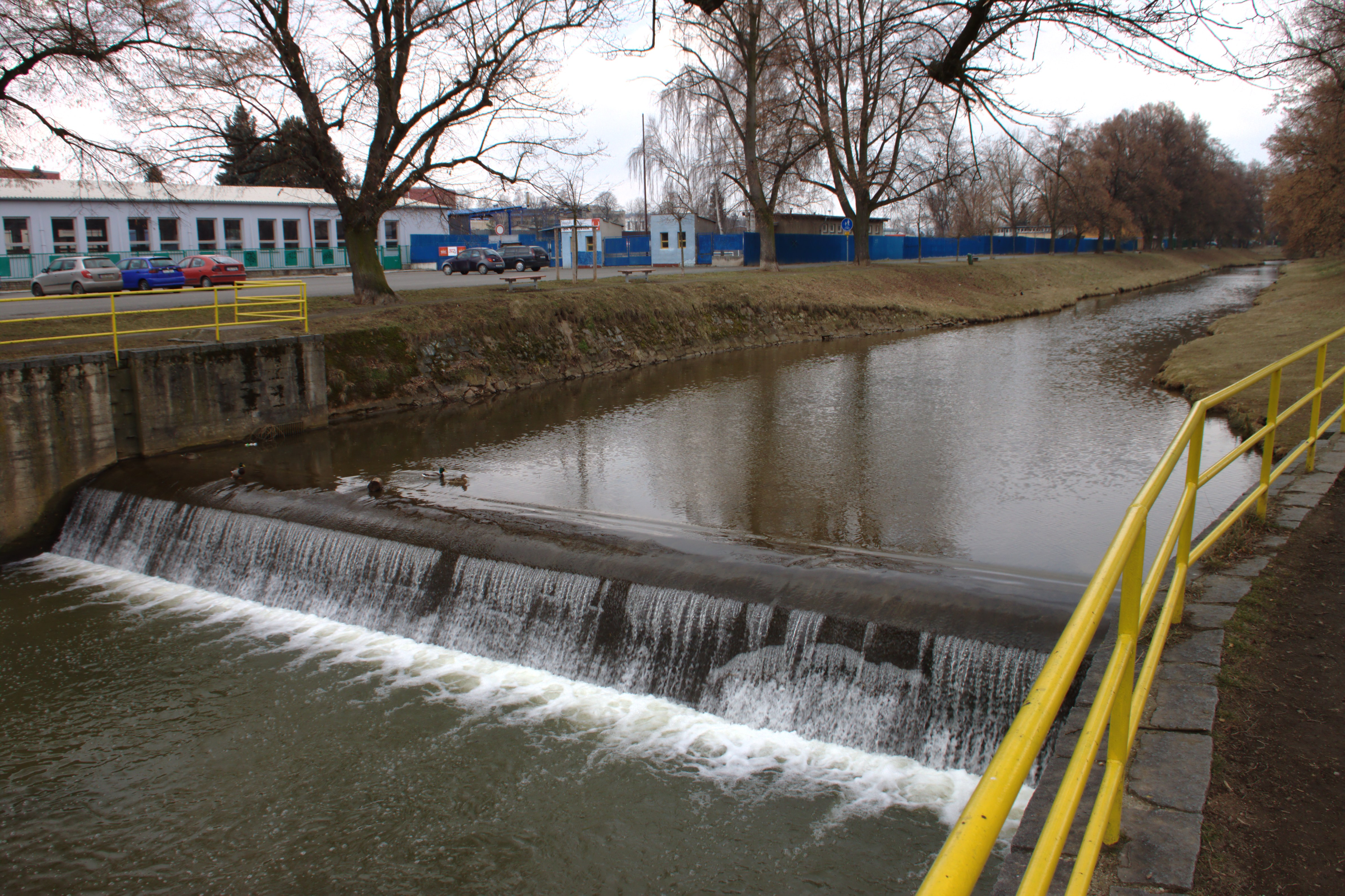
Rakovnický potok în Rakovník

Rakovnický potok își are izvorul pe teritoriul comunei Drahouš din Munții Rakovník, la o altitudine de 578 m (1.896 ft) deasupra nivelului mării. Mai departe curge spre Křivoklát, unde se varsă în râul Berounka la o altitudine de 240 m (790 ft). Pârâul are o lungime totală de 48,5 kilometri (30,1 mi). Bazinul său hidrografic are o suprafață de 367,9 kilometri pătrați (142,0 mi2).
Cei mai lungi afluenți ai săi sunt:
| Nume afluent      | Lungime (km) | Afluent de |
| ----------------- | ------------ | ---------- |
| Lišanský potok    | 19,2         | stânga     |
| Potok Kolešovický | 12,7         | stânga     |
| Rîșava            | 9,1          | stânga     |
| Petrovický potok  | 8,3          | dreapta    |

## Așezări
Cea mai notabilă așezare de pe pârâu este orașul Rakovník. Pârâul curge prin teritoriile comunelor Drahouš (izvorul), Krty, Jesenice, Oráčov⁠(d), Švihov, Pšovlky⁠(d), Šanov, Senomaty, Rakovník, Pavlíkov⁠(d), Lašovice⁠(d), Pustověty⁠(d), Velká Buková⁠(d), Městečko⁠(d) și Křivoklát.

## Corpuri de apă
În zona bazinului său hidrografic se găsesc 224 de corpuri de apă. Pe cursul superior al pârâului este construit un sistem de iazuri de pește. Cel mai mare dintre aceste iazuri este Velký rybník, cu o suprafață de 40,4 hectare.

## Natură
Cursul inferior al pârâului curge prin aria protejată peisagistică Křivoklátsko.
Peștii cei mai des întâlniți în pârâu suntpăstrăvul de munte, grindelul și bibanul european.